# Scindapsus maclurei
Scindapsus maclurei — вид квіткових рослин із родини кліщинцевих (Araceae), роду Scindapsus. Це ліана, рідним ареалом якої є Хайнань, Лаос, Таїланд, В'єтнам.